# Ленг, Херта Регина
Херта Регина Ленг (Herta Regina Leng) (24.02.1903, Вена-17.07.1997, Трой, Нью-Йорк) — американский физик австрийского происхождения, профессор Политехнического института Ренсселера.
Дочь Артура Ленга (наполовину еврей по отцу) и Паулы Ленг (Хорн) (чешка).
Окончила физико-математический факультет Венского университета (1922—1926). В 1926 году защитила докторскую диссертацию «Adsorptionsversuche mit Radioelementen» («Изучение абсорбции с помощью радиоактивных элементов»). Попытка получить место в Институте радиоактивных исследований не увенчалась успехом.
Начиная с 1928 года, преподавала физику и математику в учебных заведениях разного уровня. Также вела научные исследования в университетской лаборатории. В 1938 году после аншлюса работу пришлось оставить из-за неарийского происхождения.
В январе 1939 года вместе с матерью (отец к тому времени уже умер) эмигрировала в Великобританию в составе организованной американскими квакерами детской эвакуационной группы. В ноябре того же года в качестве руководителя группы из 16 детей уехала в США. Получила стипендию в Университете Пердью (Лафайет, Массачусетс) для проведения исследований по применению радиоактивных изотопов в медицине под руководством профессора Карла Ларк-Хоровитца (Karl Lark-Horovitz). Опубликовала вместе с ним две научные статьи. С 1941 по 1943 год работала в школе Дана Холл в Уэлсли.
В 1943 году принята на должность ассоциированного профессора в Политехнический институт Ренсселера, г. Трой штата Нью-Йорк. С 1966 года полный профессор (первая женщина в институте в этом статусе). С 1969 года эмеритированный профессор.
Автор статей, опубликованных в американских и австрийских научных журналах.
Умерла 17 июля 1997 года. В память о ней и её заслугах начиная с 1998 года в Политехническом институте Ренсселера читается мемориальная серия лекций (Herta Leng Memorial Lecture Series).
Сочинения:
- Lark-Horovitz, Karl, & Leng, Herta R. (1941). Radioactive indicators, enteric coatings and intestinal absorption. Nature. 147: 580—581.
- Lark‐Horovitz, K., & Leng, H. R. (1942). A new method of testing enteric coatings. Journal of the American Pharmaceutical Association. 31(4): 99-102.
- Leng, Herta. (1927). Adsorptionsversuche an Gläsern and Filtersubstanzen nach der Methode der radioaktiven Indikatoren. Sitzungsber. Akad. Wiss. Wien (Ila), 136, 19-42.
- Benedikt, E. T., & Leng, H. R. (1947). On the Existence of Single Magnetic Poles. Physical Review. 71(7): 454.